# Жуань Цзі
Жуань Цзі (*阮籍, 210 —263) — китайський філософ, поет та музика часів держави Вей, член товариства «Сім мудрих з бамбукового гаю».

## Життєпис
Син Жуань Юя, відомого поета, одного із «Семи мужів». Народився у Вейші округу Ченлю (сучасна провінція Хенань). Отримав класичну освіту. Разом із батьком був при дворі імператорів з роду Цао. З часом перебував на цивільній і військовій службі, але свідомо уникав високих постів. Виступав проти захоплення влади до роду Сима, який згодом заснував династію Цзінь.
Обережність у висловлюваннях поєднував з екстравагантністю поведінки, що викликала нарікання його біографів-конфуціанців, вони відзначали також прихильність Жуань Цзі даоським етичним принципам і його схиляння перед особистістю Чжуан Чжоу. Був ведучою особистю в гуртку інтелектуалів, відомому як «сім мудрих з бамбукової гаю».

## Філософія
В основному теоретичному есе про даосизм — «Да Чжуанлунь» («Роздуми про осягнення Чжуанцзи») Жуань Цзі підкреслював безсилля звичайного розуміння перед досконалістю великого дао, «межа» якого — «змішання всього в одне». Осягає цю єдність «досконала людина», яка невіддільна від нескінченних перетворень світу і тому безсмертна, але для тих, «хто стверджує себе», вічність недосяжна.
В іншому есе «Да жень сяньшен чжуань» («Життєпис великого Попереднародженого») Жуань Цзі розкрив внутрішній світ «великої людини» (да жень) через протиставлення його розповсюдженій моралі. «Велика людина» протистоїть амбітному відлюдництву, мотиви якого — мізантропія і марнославство. Відлюдництво «великої людини» — духовне. Разом з тим йому чужа ідея компромісу між відлюдництвом і службою.
До його доробкутакож належить трактат «Міркування про проникнення до Книги Змін» («Тун І лунь»)

## Творчість
Вірші Жуань Цзі скорботні, їх лейтмотив — швидкоплинність і перехідний характер всього земного — юності, краси, багатства, слави, дружби. У них позначився вплив даоського релятивізму, а також поезії «періоду Цзянь-ань». Деякі його вірші абстрактні, важкі для розуміння. Він автор циклу «Співаю про свої почуття» («Юн Хуай ши чжу»), що складається з 82 вірша. Вони схвильовані та гіркі, сповнені символів та алегорій, часто туманні й незрозумілі.
Свого часу був відомим музикою. Знання Жуань Цзі у цій царині відображені у творі «Роздуми про музику» («Юе лунь»).